# Pradópolis (ort)
Pradópolis är en ort i Brasilien.   Den ligger i kommunen Pradópolis och delstaten São Paulo, i den sydöstra delen av landet, 600 km söder om huvudstaden Brasília. Pradópolis ligger 539 meter över havet och antalet invånare är 13 192.
Terrängen runt Pradópolis är platt. Närmaste större samhälle är Guariba, 16,8 km väster om Pradópolis.
Omgivningarna runt Pradópolis är en mosaik av jordbruksmark och naturlig växtlighet. Runt Pradópolis är det glesbefolkat, med 15 invånare per kvadratkilometer.